# Scylaticus bromleyi
Scylaticus bromleyi là một loài ruồi trong họ Asilidae. Scylaticus bromleyi được Londt miêu tả năm 1992. Loài này phân bố ở vùng nhiệt đới châu Phi.